# ARIS

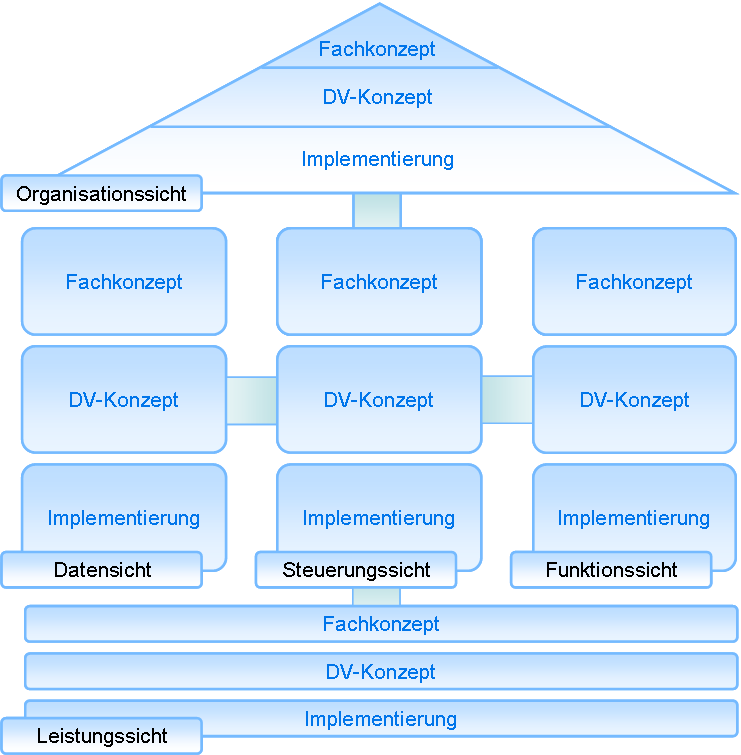
ARIS-Konzept

Das ARIS-Konzept (Architektur integrierter Informationssysteme) von August-Wilhelm Scheer (ehem. Institut für Wirtschaftsinformatik an der Universität des Saarlandes) soll erreichen, dass ein betriebliches Informationssystem vollständig seinen Anforderungen gerecht werden kann.
Dieser Ordnungsrahmen geht von einer Aufteilung des Modells in Beschreibungssichten und -ebenen aus, die eine Beschreibung der einzelnen Elemente durch dafür speziell vorgesehene Methoden ermöglicht, ohne das gesamte Modell einbeziehen zu müssen. Die Methodologie dient als Vorgehensmodell zur Abbildung und Optimierung von Geschäftsprozessen. Diese Prozesse werden für jede Beschreibungssicht, beginnend bei der betriebswirtschaftlichen Fragestellung bis zur Implementierung auf DV-Ebene (Datenverarbeitungs-Ebene), abgebildet.

## Beschreibungssichten
ARIS stützt sich hauptsächlich auf seine eigene Fünf-Sichten-Architektur (ARIS-Haus). Diese fünf Sichten sind die Organisations-, Daten-, Leistungs-, Funktions- und Steuerungssicht auf einen Prozess. Die Einteilung erfolgt, um die Komplexität des Modells in fünf Facetten aufzubrechen und so die Prozessmodellierung einfacher zu gestalten.
Jede Sicht des ARIS-Konzeptes gibt das Modell eines Geschäftsprozesses unter einem bestimmten Aspekt wieder:
- Funktionssicht: Die Vorgänge und die zwischen ihnen bestehenden Gruppierungen und hierarchischen Beziehungen werden in der Funktionssicht beschrieben, beispielsweise in einem Funktionsbaum.[2] Die Begriffe Vorgang und Tätigkeit werden hierbei synonym verwendet. Da Funktionen Ziele unterstützen und durch sie gesteuert werden, werden Ziele ebenfalls der Funktionssicht zugeordnet.
- Organisationssicht: Alle Ressourcen (menschliche Arbeitskräfte, Maschinen, Hardware), das heißt alle Organisationseinheiten und ihre Beziehungen, siehe auch Organigramm
- Datensicht: Alle Ereignisse (die Daten generieren) und Umfelddaten, wie Schriftverkehr, Dokumente etc., das heißt alle unternehmensrelevanten Informationsobjekte, siehe auch Entity-Relationship-Modell
- Leistungssicht: Alle Dienst-, Sach- und finanziellen Leistungen, siehe auch Produktbaum
- Prozesssicht (früher Steuerungssicht): Integration der vorangegangenen Sichten in einen zeitlich-logischen Ablaufplan, beispielsweise in Form einer Ereignisgesteuerten Prozesskette oder BPMN

## Beschreibungsebenen
Jede Beschreibungssicht des ARIS-Hauses ist in drei Beschreibungsebenen eingeteilt: Fachkonzept, Datenverarbeitungskonzept (= DV-Konzept, IV-Konzept) und Implementierungsebene:
FachkonzeptStrukturierte Darstellung der Geschäftsprozesse mittels Beschreibungsmodellen, die für die Fachseite verständlich sind (je nach Sicht z. B.: ERM, EPK, Organigramm, Funktionsbaum)
DV-Konzept (Datenverarbeitungskonzept)Umsetzung des Fachkonzeptes in DV-nahe Beschreibungsmodelle (je nach Sicht z. B. Relationen, Struktogramme, Topologien)
ImplementierungsebeneDV-technische Realisierung der beschriebenen Prozessteile (je nach Sicht z. B. mittels Erstellung von Programmcode, Datenbanksystemen, Einsatz von Protokollen)

## Verbreitung und verwandte Arbeiten
Das ARIS-Konzept bildet die Grundlage von verschiedenen Software-Produkten, beispielsweise das ARIS Toolset der Software AG, die seit der Übernahme der IDS Scheer AG Inhaberin von ARIS-Schutzmarken ist. Ende 2004 fand ein Teil des Konzepts seinen Niederschlag in der grafischen Prozessintegration der SAP Exchange Infrastructure.
ARIS ist insbesondere im deutschsprachigen Raum ein sehr bekannter Ansatz zur Beschreibung von Informationssystemarchitekturen. Als Konzept der Gruppe Management Frameworks ist es jedoch eines von über fünfzig am Markt existierenden Frameworks für das Informationsmanagement.
Mit dem Ansatz „Model-to-Execute“ lassen sich Geschäftsprozesse in ARIS modellieren und zur technischen Ausführung automatisiert in webMethods BPM überführen.